# Кубок Білорусі з футболу 2012—2013
Кубок Білорусі з футболу 2012–2013 — 22-й розіграш кубкового футбольного турніру в Білорусі. Титул вперше здобув Мінськ.

## Календар
| Раунд        | Дата                           | Матчі | Клуби   |
| ------------ | ------------------------------ | ----- | ------- |
| Перший раунд | 13 червня 2012                 | 16    | 48 → 32 |
| 1/16 фіналу  | 19 липня - 9 вересня 2012      | 16    | 32 → 16 |
| 1/8 фіналу   | 26 вересня - 21 листопада 2012 | 8     | 16 → 8  |
| 1/4 фіналу   | 16-17 березня 2013             | 4     | 8 → 4   |
| 1/2 фіналу   | 3 квітня 2013                  | 2     | 4 → 2   |
| Фінал        | 26 травня 2013                 | 1     | 2 → 1   |

## Перший раунд
| Команда 1                   | Рахунок         | Команда 2                |
| --------------------------- | --------------- | ------------------------ |
| 13 червня 2012              |                 |                          |
| Клечеськ (3)                | 2:4             | Жлобин (3)               |
| Ліда (2)                    | 3:1             | Белкард (Гродно) (3)     |
| Газовик (Вітебськ) (А)      | 1:3             | ДБК-Гомель (2)           |
| Горки (А)                   | 1:4             | Слуцьк (2)               |
| Пружани (А)                 | 1:2             | Ведрич-97 (Річиця) (2)   |
| Забудова (Молодечно) (3)    | 1:4             | Сморгонь (2)             |
| Лівадія (Дзержинськ) (3)    | 2:3             | Белтрансгаз (Слонім) (3) |
| Барановичі (3)              | 0:1 дч          | Хвиля (Пінськ) (2)       |
| Гомельскло (Костюхівка) (А) | 1:3             | Іслоч (3)                |
| Комунальник (Слонім) (3)    | 0:0 дч пен. 3:5 | Полоцьк (2)              |
| Азот (Гродно) (А)           | 0:5             | Хімік (Світлогорськ) (2) |
| Осиповичі (3)               | 0:1             | Зірка-БДУ (Мінськ) (3)   |
| Орша (3)                    | 1:2             | Руденськ (2)             |
| Гомельзалдортранс (3)       | 3:1             | Смолевичі (3)            |
| Міори (3)                   | 0:1             | Неман (Мости) (3)        |
| МЛФ (Мінськ) (А)            | 0:5             | Вітебськ (2)             |

## 1/16 фіналу
| Команда 1                | Рахунок         | Команда 2               |
| ------------------------ | --------------- | ----------------------- |
| 19 липня 2012            |                 |                         |
| Сморгонь (2)             | 1:3             | Німан                   |
| Белтрансгаз (Слонім) (3) | 4:1             | Граніт (Мікашевичі) (2) |
| 21 липня 2012            |                 |                         |
| Зірка-БДУ (Мінськ) (3)   | 0:2             | СКВІЧ (2)               |
| Ліда (2)                 | 0:2             | Славія-Мозир            |
| Жлобин (3)               | 0:2             | Білшина                 |
| Хімік (Світлогорськ) (2) | 0:2             | Городея (2)             |
| Іслоч (3)                | 0:3             | Мінськ                  |
| Вітебськ (2)             | 1:2             | Торпедо-БелАЗ           |
| ДБК-Гомель (2)           | 0:2             | Береза-2010 (2)         |
| Слуцьк (2)               | 1:2             | Дніпро (Могильов) (2)   |
| Неман (Мости) (3)        | 1:7             | Берестя                 |
| 22 липня 2012            |                 |                         |
| Полоцьк (2)              | 1:1 дч пен. 6:7 | Гомель (2)              |
| 22 серпня 2012           |                 |                         |
| Ведрич-97 (Річиця) (2)   | 0:1             | Динамо (Мінськ)         |
| 6 вересня 2012           |                 |                         |
| Хвиля (Пінськ) (2)       | 0:0 дч пен. 3:2 | Нафтан                  |
| 8 вересня 2012           |                 |                         |
| Гомельзалдортранс (3)    | 0:1             | Шахтар (Солігорськ)     |
| 9 вересня 2012           |                 |                         |
| Руденськ (2)             | 0:4             | БАТЕ                    |

## 1/8 фіналу
| Команда 1             | Рахунок         | Команда 2                |
| --------------------- | --------------- | ------------------------ |
| 26 вересня 2012       |                 |                          |
| Славія-Мозир          | 1:5             | Берестя                  |
| Динамо (Мінськ)       | 5:0             | Хвиля (Пінськ) (2)       |
| Білшина               | 1:0             | Береза-2010 (2)          |
| Дніпро (Могильов) (2) | 1:2             | СКВІЧ (2)                |
| Шахтар (Солігорськ)   | 3:0             | Белтрансгаз (Слонім) (3) |
| 11 жовтня 2012        |                 |                          |
| Городея (2)           | 0:2             | Мінськ                   |
| 13 жовтня 2012        |                 |                          |
| БАТЕ                  | 0:1             | Торпедо-БелАЗ            |
| 21 листопада 2012     |                 |                          |
| Німан                 | 1:1 дч пен. 4:5 | Гомель (2)               |

## 1/4 фіналу
| Команда 1       | Рахунок         | Команда 2           |
| --------------- | --------------- | ------------------- |
| 16 березня 2013 |                 |                     |
| Динамо (Мінськ) | 0:0 дч пен. 4:2 | Шахтар (Солігорськ) |
| Білшина         | 1:4             | Торпедо-БелАЗ       |
| 17 березня 2013 |                 |                     |
| СКВІЧ (2)       | 1:0 дч          | Берестя             |
| Мінськ          | 3:2             | Гомель (2)          |

## 1/2 фіналу
| Команда 1       | Рахунок | Команда 2     |
| --------------- | ------- | ------------- |
| 3 квітня 2013   |         |               |
| Мінськ          | 1:0     | Торпедо-БелАЗ |
| Динамо (Мінськ) | 5:0     | СКВІЧ (2)     |

## Фінал
| 26 травня 2013 17:00 (UTC+3) |

| Динамо (Мінськ)     | 1:1 дч   | Мінськ          |
| ------------------- | -------- | --------------- |
| Фігередо 36' (пен.) | Протокол | Сосновський 33' |

| Стадіон «Торпедо», Жодино Глядачів: 5 200 Арбітр: Ігор Крук |

|                             |     | Пенальті                           |  |
| Фігередо · Биков · Стасевич | 1:4 | Рожок · Букаткін · Сачивко · Кібук |  |